# Le Long de la route
Le Long de la Route (срп. Дуг пут) други је сингл француске кантауторке Заз скинут са њеног дебитантског албума Zaz.